# 凱西·麥克莫里斯·羅傑斯
凱西·安妮·麥克莫里斯·羅傑斯（英語：Cathy Anne McMorris Rodgers，1969年5月22日—），是美國政治人物，現任代表華盛頓州第五國會選區聯邦眾議員，該選區涵蓋該州東部三分之一的面積，包括該州第二大城市斯波坎。曾在華盛頓眾議院任職。2013年至2019年擔任眾議院共和黨會議主席，2023年成為美國眾議院能源和商業委員會主席。
羅傑斯於1994年被任命為華盛頓眾議院議員。2001年成為少數黨領袖。2004年被選為美國眾議院議員。2009年最終成為國會中級別最高的共和黨女性，當時她擔任眾議院共和黨會議副主席，後來又擔任眾議院共和黨會議主席。2014年發表共和黨對巴拉克·奧巴馬總統2014年國情咨文的回應時引起了全國關注。
2016年羅傑斯進入唐納·川普總統提名美國內政部長的候選名單，但最終由蒙大拿州眾議員瑞安·津凱出線擔任內政部長。

## 外部連結
- Congresswoman Cathy McMorris Rodgers 的存檔，存档日期January 23, 2020，. official U.S. House website
- Cathy McMorris Rodgers for Congress （页面存档备份，存于）
- C-SPAN內的頁面（英文）

- 美國國會國家人物傳記大辭典中的傳記
- 由華盛頓郵報維護的投票記錄
- 智慧投票计划中的傳記、投票紀錄及利益集團評級
- 聯邦選舉委員會中的競選財務報告和數據